# Neckarzimmern
Neckarzimmern – miejscowość i gmina w Niemczech, w kraju związkowym Badenia-Wirtembergia, w rejencji Karlsruhe, w regionie Rhein-Neckar, w powiecie Neckar-Odenwald, wchodzi w skład wspólnoty administracyjnej Mosbach. Leży nad Neckarem, ok. 3 km na południe od Mosbach, przy drodze krajowej B37 i linii kolejowej Mannheim–Heilbronn–Stuttgart.